# 李新 (起事领袖)
李新（？—1619年），是明朝万历时期起事领袖。

## 生平
万历四十七年（1619年）四月，李新在福建漳州聚众1000余人，勾结海盗袁八，流动劫掠，声势浩大，并建年号弘武。五月，被明军平定。

## 年号
李新的年号弘武（1619年四月），前后共1个月。